# Park Taesun
Bak Tae-sun (en hangeul : 박태순) est un écrivain sud-coréen né le 8 mai 1942 et mort le 30 août 2019. 

## Biographie
Bak Tae-sun est né le 8 mai 1942 à Sinchon dans la province de Hwanghae-do en Corée. Il a fréquenté l'université nationale de Séoul où il a étudié la littérature anglaise. Il a été notamment directeur de la Fédération des écrivains nationaux. 
Il a grandi dans le cadre de « la Génération du 19 avril », groupe influent d'écrivains dans les années 1960 dont l'écriture se voulait être le reflet des valeurs prônées par les étudiants coréens lors du soulèvement démocratique du 19 avril 1960.

## Œuvre
L'Institut coréen de traduction littéraire (LTI of Korea) décrit son œuvre de cette manière : 
Les thèmes principaux traités par Bak Tae-sun concernent essentiellement les coutumes et les habitudes ancrées dans la vie urbaine moderne, sur lesquelles il maintient un point de vue critique. Son œuvre la plus connue est une série de nouvelles prenant pour décor les bidonvilles de Oecheon à la périphérie de Séoul. Le premier tome de la série s'intitule Sur une colline dans ce pays bien-aimé (Jeongdeun ttang eondeogwi). En opposition avec la vie difficile des campagnes, les gens de Oecheon souhaitent intégrer la ville pour gagner plus d'argent, mais se retrouvent confrontés à des habitudes de vie très peu familières dans le milieu urbain. Ils doivent ainsi composer avec une double identité, et lutter pour maintenir à la fois leur existence matérielle et leur identité culturelle d'origine. L'auteur offre une vision peu flatteuse de l'urbanisation rapide qui fait peu de cas du bien-être collectif et de l'équilibre des ressources. Ses critiques concernant cette nouvelle culture urbaine, on peut aussi les retrouver dans Les Frères de M. Dan (Danssi-ui hyeongjedeul, 1975), récit qui révèle comment la vie en ville érode l'esprit d'hospitalité et de compassion des gens jusqu'à ce qu'ils se retrouvent refermés sur leur propre famille en oubliant toute forme de relations annexes. Bak Tae-sun délivre ainsi un portrait sombre de la vie urbaine moderne, même s'il met aussi en valeur la force des individus face à l'adversité. Sensible aux tournures et aux expressions des différents groupes de population, il dépeint les personnes en marge de la société d'une manière à la fois réconfortante et sympathique.
Dans son récit Nuit sur le Mont Chauve (Beolgeosungi sanui harutbam, 1977), il ne se contente pas d'évoquer simplement l'impuissance des gens pauvres en milieu urbain mais il incite à la responsabilité sociale. Il développe encore ce point de vue dans son récit La jeunesse d'un historien (Eoneu sahakdo-ui jeolmeun sijeol), qui a été publié en feuilleton dans la revue Génération (Sedae) entre 1977 et 1978. Ce récit délivre un portrait détaillé de la vie et des mœurs de la société coréenne dans la première moitié des années 1950 ; il met en scène trois personnages principaux qui incarnent respectivement les notions d'action, d'expérience et de culture ; chaque personnage rêve sa propre utopie, mais ils arrivent finalement à se forger un destin commun par des interactions et en s'ouvrant les uns aux autres. L'œuvre suggère donc que la notion de solidarité peut être atteinte non seulement entre des intellectuels de tempéraments et d'avis différents, mais aussi entre les intellectuels et les gens de la classe ouvrière.
Il a également traduit de la littérature étrangère, en particulier les poèmes de Langston Hughes, L'histoire d'Oliver de Erich Segal, et un recueil de poésie palestinienne. Il a également écrit un recueil d'essais sur le voyage intitulé Le territoire et le peuple (Gukto-wa minjung).

## Ouvrages
- 연애 L'amour (1966)
- 삼두마차 Une voiture à trois chevaux (1968)
- 무너진 극장 Les ruines du théâtre (1968)
- 낮에 나온 반달 La demi-lune dans la journée (1969)
- 독재자의 아내 La femme du dictateur (1970)
- 어떤 외출 Une sortie (1971)
- 실금 Incontinence (1977)
- 가슴 속에 남아 있는 미처 하지 못한 말 Les non-dits (1977)
- 어제 불던 바람 Le vent d'hier (1979)
- 정선 아리랑 Arirang de Jeongseon (1974)
- 국토와 민중 Le territoire et le peuple (1983)

## Distinctions
- Prix du roman Shin Dong-yeop (1964)
- Prix du nouvel écrivain Sasanggye (1964)
- Prix littéraire Hangook Ilbo (1988)
- Prix littéraire Yosan (1998)
- Prix littéraire 21e siècle (2000)
- Prix Danjae (2009)